# Nježni ostak
Nježni ostak (lat. Sonchus tenerrimus) je vrsta cvjetnice iz porodice glavočika (Asteraceae). Porijeklom je iz sredozemnih krajeva južne Europe, sjeverne Afrike i Bliskog istoka. Pronađen je i na nekoliko drugih lokacija diljem svijeta, povijesno gledano u vezi s brodskim balastom u obalnim krajevima. Naturaliziran je na nekoliko mjesta, kao što su Kalifornija u Sjedinjenim Državama i Baja California u Meksiku.
Sonchus tenerrimus je jednogodišnja ili višegodišnja biljka koja ima vitku, razgranatu stabljiku visoku do oko 80 cm. Listovi su duboko podijeljeni u mnogo različito oblikovanih režnjeva koji mogu imati nazubljene rubove ili manje režnjeve. Cvat nosi cvjetne glavice obložene žljezdanim, dlakavim do vunastim braktejama. Ispunjeni su brojnim žutim zrakastim cvjetićima, ali nemaju diskaste cvjetiće. Plod je orašica duga do centimetra, uključujući i papus.

## Vanjske poveznice
- Priručnik Sveučilišta Berkeley
- Fotogalerija Sveučilišta Berkeley
- Tropicos.org: Fotografije iz herbarija